# Фотина Самарянка

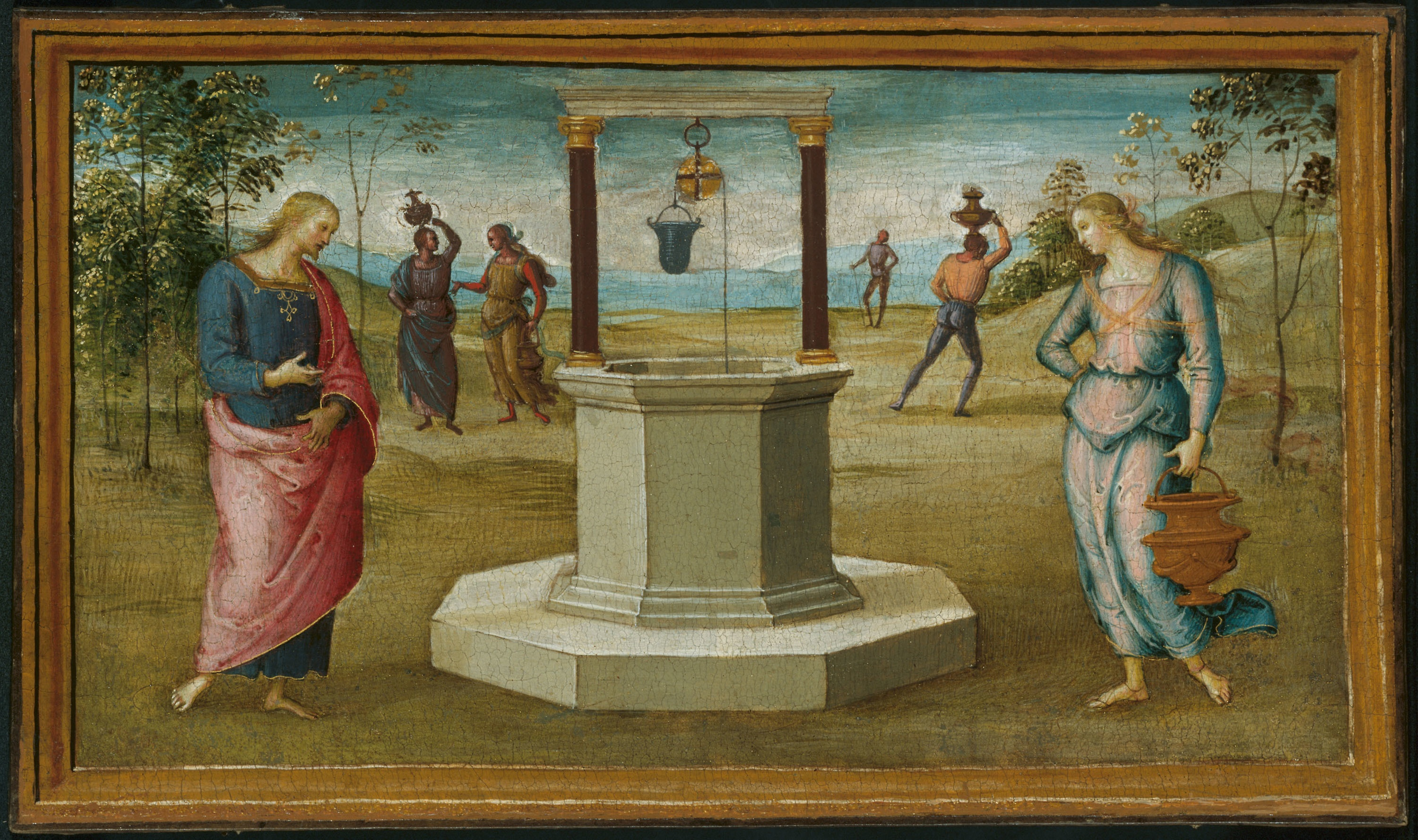
Пьетро Перуджино. Христос и самарянка. 1506—1507. Институт искусств (Чикаго)

Фоти́на Самаря́нка (греч. Φωτεινὴ ἡ Μεγαλομάρτυς ἡ Σαμαρείτιδα) — женщина-самаритянка, у которой Иисус Христос попросил воды из колодца Иакова и которая возвестила людям той местности (Самария-Сихарь) о мессианском служении Иисуса. История её встречи с Иисусом описана в Евангелии от Иоанна (4:4—26). В Русской православной церкви она почитается с именем Светланы.

## Притча о воде живой
Иисус рассказал женщине о себе в иносказательной форме как об источнике живой воды, испив которую, человек становится освобожденным и готовым к новой жизни. Так же, как и в истории с Никодимом, притча построена в форме вопроса и ответа. Иисус попросил у женщины воды, она смутилась, сказав, что «Иудеи с Самарянами не сообщаются». Тогда Иисус сказал, что если бы она знала кто к ней обращается, то сама просила бы у него воды живой. На вопрос о том, откуда у него вода, был дан следующий ответ:

Иисус сказал ей в ответ: всякий, пьющий воду сию, возжаждет опять, а кто будет пить воду, которую Я дам ему, тот не будет жаждать вовек; но вода, которую Я дам ему, сделается в нем источником воды, текущей в жизнь вечную.
— Ин. 4:13-14
Далее женщина самарийская спрашивает у Иисуса, где же до́лжно им поклоняться всевышнему Богу. Так как в библейской истории самаряне были потомками от смешения евреев и хананейских народов, иудеи не сообщались с этим народом, считая их полукровками. Традиционно самаряне поклонялись единому Богу Яхве на горе Гризим, а иудеи в Иерусалимском Храме. Различия в местах поклонения и религиозных обрядах провели явное разделение между этими двумя родственными народами. Но Иисус возвещает ей о наступлении нового времени:

Поверь Мне, что наступает время, когда и не на горе сей, и не в Иерусалиме будете поклоняться Отцу. Вы не знаете, чему кланяетесь, а мы знаем, чему кланяемся, ибо спасение от Иудеев. Но настанет время и настало уже, когда истинные поклонники будут поклоняться Отцу в духе и истине, ибо таких поклонников Отец ищет Себе.
— Ин. 4:21-23

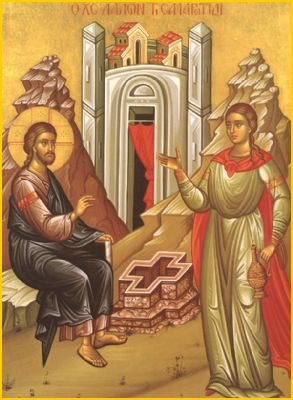
Христос и Самарянка (греческая икона)

Женщина говорит, что ей известно что должен прийти «Мессия, то есть Христос; когда Он придет, то возвестит нам все» и Иисус в ответ говорит — «Это Я, Который говорю с тобою».

## Традиция Восточной церкви
В православной традиции женщина, которую Иисус встретил у колодца, носила имя Фотина (Светлана). Она стала христианкой и приняла мученическую смерть в Риме в 66 году. Вместе с ней пострадали её сыновья Иосия и Виктор, а также сёстры Анастасия, Параскева, Кириакия, Фото и Фотида. Одним из эпизодов её мучений было, что с неё содрали кожу и бросили в колодец.
Её память совершается в греческой Православной церкви в 5-ю Неделю по Пасхе (Неделя о самаряныне) и 26 февраля (григорианский календарь); в Русской — 20 марта (2 апреля).
В византийском обряде воспоминанию истории встречи Христа и самарянки посвящена пятая пасхальная неделя (воскресенье), в амвросианском — первое воскресенье Великого поста.

## Изобразительное искусство

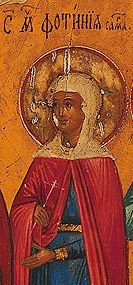
Мученица Фотина Самарянка. Фрагмент иконы XIX века

Сюжет беседы Христа с самарянкой является одним из самых распространенных изображений раннехристианского искусства. При его изображении буквально следуют евангельскому тексту, помещая у колодца фигуру женщины, достающей из него сосуд с водой, а с другой стороны колодца Иисуса Христа, беседующего с женщиной. К примерам наиболее ранних изображений этого сюжета относятся: фреска церковного дома в Дура-Европос (около 250 года, сохранилась только фигура самарянки), фрески катакомб Претекстата на Виа Латина (IV век), рельеф на пластине из слоновой кости на кафедре Максимиана (VI век).
С VI века происходит изменение в изображении композиции — Иисуса Христа начинают изображать сидящим возле колодца (например, мозаика равеннской церкви Сант-Аполлинаре Нуово, VI век). К XII—XIV векам в иконописи в сцене беседы Христа с самарянкой приобретает акцент на её учительном значении (например роспись новгородской церкви Феодора Стратилата на Ручью, 1380-е годы).
Ерминия Дионисия Фурноаграфиота (1730-е) даёт следующее указание по изображению данного сюжета:
Христос сидит на камне. Позади Его стоят удивленные апостолы. Пред ними виден кладезь. У устья его стоит женщина. В левой руке она держит бадью, а правую простерла ко Христу, поставив пред собою водонос. Христос благословляет её.

## Музыка
Этому сюжету посвящён известный гимн в стиле соул Jesus Gave Me Water, который входит в репертуар таких афроамериканских артистов, как Сэм Кук, B.B. King, The Soul Stirrers, Marleys Ghost.